# A Romance of the Night
A Romance of the Night è un cortometraggio muto del 1915. Il nome del regista non viene riportato.

## Produzione
Il film fu prodotto dalla Essanay Film Manufacturing Company.

## Distribuzione
Distribuito dalla General Film Company, il film - un cortometraggio a una bobina - uscì nelle sale cinematografiche USA il 9 febbraio 1915.
Il film viene citato in Moving Picture World, 6 febbraio 1915.